# Cathryn Damon
Cathryn Lee Damon (Seattle, 11 september 1930 - Los Angeles, 4 mei 1987) was een Amerikaans actrice. Ze won in 1980 een Primetime Emmy Award voor haar hoofdrol als Mary Campbell in de komedieserie Soap. Hiervoor werd ze ook in 1978 en 1981 genomineerd voor dezelfde prijs. Damon maakte in 1957 haar televisiedebuut als danseres tijdens een aflevering van de anthologieserie Producers' Showcase. Haar eerste rol op het grote scherm volgde in 1980, als Natalie in de misdaadkomedie How to Beat the High Co$t of Living.

## Carrière
Damons acteerloopbaan speelde zich voornamelijk af in televisieproducties. Ze speelde in drie bioscoopfilms, waarvan de laatste (She's Having a Baby) uitkwam na haar overlijden. Ze speelde daarnaast in vijf televisiefilms en had rollen als wederkerend personage in de komedieseries Soap en Webster. In laatstgenoemde reeks speelde Damon vijftig afleveringen Cassie Parker, de huisbazin en onderbuurvrouw van de pleegouders van het titelpersonage. In Soap speelde ze tachtig afleveringen Mary Campbell, die samen met diens televisiezus Jessica Tate (Katherine Helmond) de hoofdpersonages in de reeks waren.
Naast wederkerende personages speelde Damon eenmalige gastrollen in verschillende andere series. Voorbeelden hiervan zijn Fantasy Island (in 1983), Murder, She Wrote (1984) en Matlock (1987). Damon verscheen zowel in 1978 als in 1983 in een aflevering van The Love Boat, twee keer als een ander personage.
Damon kreeg in 1986 te horen dat ze leed aan eierstokkanker. Een jaar later overleed ze.

## Filmografie
- She's Having a Baby (1988)
- The First Time (1983)
- Who Will Love My Children (1983, televisiefilm)
- Not in Front of the Children (1982, televisiefilm)
- Midnight Offerings (1981, televisiefilm)
- How to Beat the High Co$t of Living (1980)
- Friendships, Secrets and Lies (1979, televisiefilm)
- Calamity Jane (1963, televisiefilm)

## Televisieseries
*Exclusief eenmalige gastrollen
- Webster - Cassie Parker (1984-1988, 50 afleveringen)
- Soap - Mary Campbell (1977-1981, 80 afleveringen)

- Bibliothèque nationale de France: cb14168828n (data)
- Gemeinsame Normdatei: 134758048
- International Standard Name Identifier: 0000 0000 5517 2433
- Library of Congress Control Number: n97872284
- Nationale Bibliotheek van Israël: 987007323948905171
- Virtual International Authority File: 34666884
- WorldCat: E39PBJd3MTByRBGY886HhcXGHC